# Берсон
Берсон (фр. Berson) насеље је и општина у југозападној Француској у региону Аквитанија, у департману Жиронда која припада префектури Blaye.
По подацима из 2011. године у општини је живело 1.770 становника, а густина насељености је износила 98,44 становника/km². Општина се простире на површини од 17,98 km². Налази се на средњој надморској висини од 86 метара (максималној 91 m, а минималној 12 m).

## Демографија
| 1962. | 1968. | 1975. | 1982. | 1990. | 1999. | 2011. |
| ----- | ----- | ----- | ----- | ----- | ----- | ----- |
| 1.370 | 1.449 | 1.467 | 1.531 | 1.490 | 1.518 | 1.770 |

График промене броја становника у току последњих година